# 上郷駅
上郷駅（かみごうえき）は、山口県山口市小郡新町五丁目にある、西日本旅客鉄道（JR西日本）山口線の駅である。

## 歴史
- 1914年（大正3年）11月2日：鉄道院山口線小郡（現・新山口） - 大歳間に新設[1]。
  - 当時の所在地表示は山口県吉敷郡小郡町上郷であった。
- 1944年（昭和19年）4月1日：山口市（第2次）成立に伴い、所在地表示が山口県山口市小郡上郷となる。
- 1949年（昭和24年）11月1日：山口市（第2次）の一部が分立して小郡町（第2次）となり、所在地表示が山口県吉敷郡小郡町上郷となる。
- 1986年（昭和61年）4月1日：無人駅化[2][注 1]。
- 1987年（昭和62年）4月1日：国鉄分割民営化に伴い、JR西日本の駅となる[3]。
- 2005年（平成17年）10月1日：山口市（第3次）成立に伴い、所在地表示が山口県山口市小郡上郷となる。
- 2013年（平成25年）2月23日：住居表示実施に伴い、所在地表示が現行のものとなる[4]。

## 駅構造

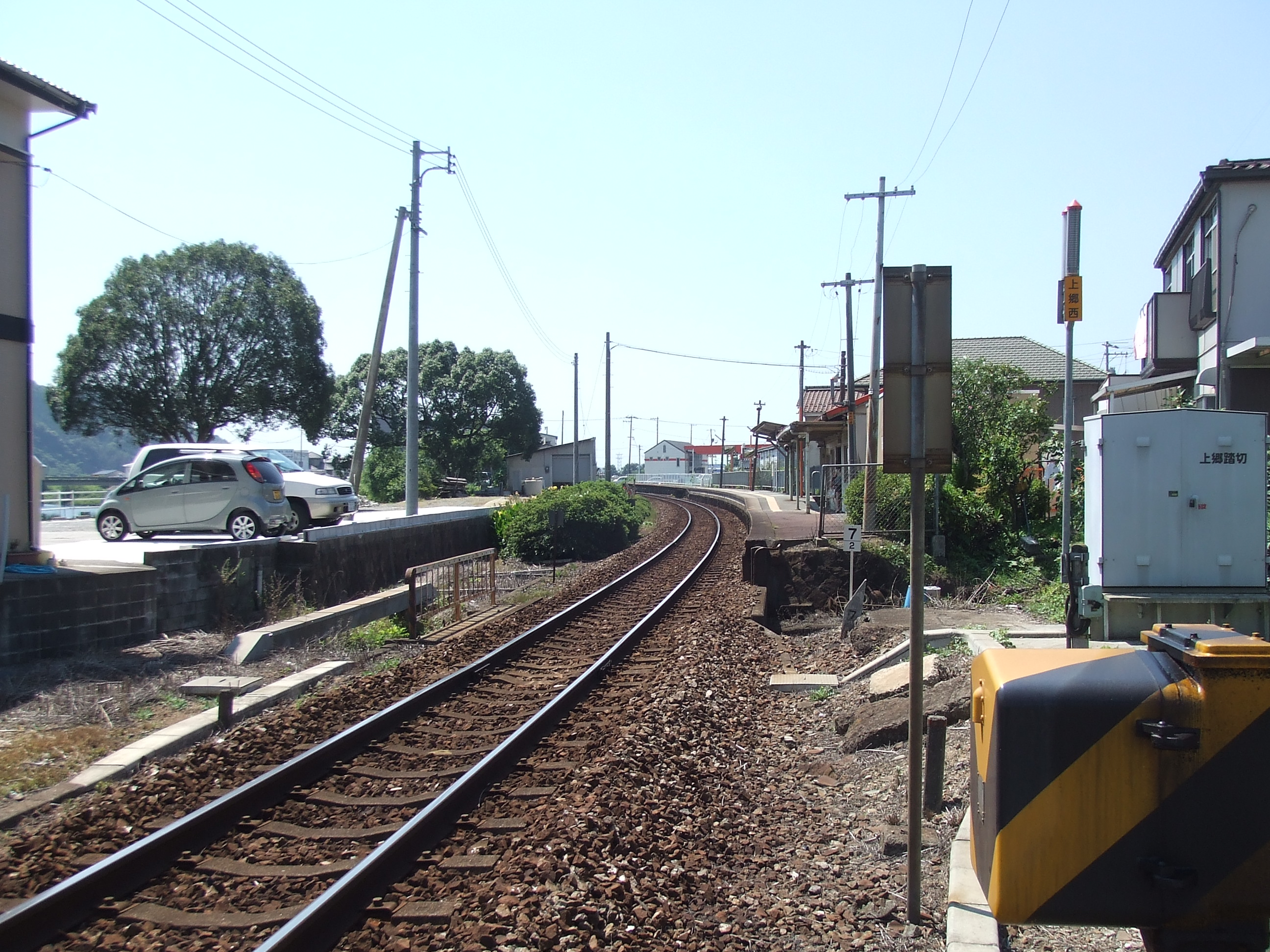
駅構内の様子（2007年8月）

益田方面に向かって左側に単式ホーム1面1線を有する地上駅（停留所）。益田寄りに駅舎がある。
新山口駅管理の無人駅。駅舎内に自動券売機が設置されている。
2006年（平成18年）12月、便所がバリアフリー対応となった。

## 利用状況
近年の1日平均乗車人員の推移は以下の通り。
| 乗車人員推移 | 乗車人員推移 |
| 年度         | 1日平均人数  |
| ------------ | ------------ |
| 1999         | 651          |
| 2000         |              |
| 2001         | 592          |
| 2002         | 604          |
| 2003         | 626          |
| 2004         | 589          |
| 2005         | 611          |
| 2006         | 601          |
| 2007         | 674          |
| 2008         | 671          |
| 2009         | 641          |
| 2010         | 623          |
| 2011         | 621          |
| 2012         | 645          |
| 2013         | 704          |
| 2014         | 617          |
| 2015         | 667          |
| 2016         | 671          |
| 2017         | 668          |
| 2018         | 676          |
| 2019         | 690          |
| 2020         | 619          |
| 2021         | 608          |
| 2022         | 607          |

## 駅周辺
国道9号と椹野川に挟まれた場所にあり。国道9号に面した駅前広場が有る。中国自動車道小郡IC、及び国道9号と県道28号小郡三隅線の交差する「新町交差点」に近く、道路交通の要衝となっている。駅裏は椹野川が流れ、人家等は殆ど無い。
国道北側はみらい町（山口市立上郷小学校・山口学芸大学・山口芸術短期大学が所在）、光が丘、ヴェルコリーナ山口といったニュータウン開発が行われている。小郡ICに近いことから、いくつかのロードサイド店舗が並ぶ。
- 山口学芸大学
- 山口市立上郷小学校
- ウェスタまるき 小郡店
- 中郷八幡宮
- 小郡めぐみキリスト教会
- 国道9号
- 椹野川

## バス路線
防長交通の停留所が駅前とその付近にある。
上郷駅前
- 湯田温泉・山口・宮野・仁保方面

新町（※当駅から約4分）
- 湯の口・大田中央・東萩方面、秋芳洞方面

## 隣の駅
西日本旅客鉄道（JR西日本）
■山口線
周防下郷駅 - 上郷駅 - 仁保津駅